# Інтелект шимпанзе
Інтелект шимпанзе - найбільш вивчений з усіх видів тварин. Виходячи з новітніх досліджень, їх генетична база збігається з людською на 98,7%. Шимпанзе настільки генетично близькі до людини, що свого часу навіть пропонувалося відносити шимпанзе до роду Люди..
Хоча шимпанзе не можуть говорити через будову голосового апарату, вони здатні спілкуватися руками жестовою мовою. Вони здатні вживати слова в переносному сенсі, можуть створювати нові поняття, комбінуючи відомі слова, наприклад: «запальничка» — «пляшка-сірник», мають почуття гумору. Перша шимпанзе була успішно навчена спілкуватися жестовою мовою у 1967 році, і до 1972 року цей метод був застосований з десятком інших особин. Також були придумані інші мови для спілкування з шимпанзе, такі як мова символів і мова лексиграм. Самця Канзі вдалося навчити розуміти на слух близько 3000 англійських слів і активно вживати більш ніж 500 слів за допомогою клавіатури з лексиграм. Описаний випадок, коли навчена мові знаків самка бонобо сама навчила цієї мови свого дитинчати.
У природі шимпанзе здатні використовувати знаряддя праці. Вони використовують палиці для лову мурах і термітів, збирання меду і полювання на ссавців, камені для кидання і розбивання горіхів, фруктів, овочів, насіння, листя для лову мурах і термітів, збирання води і чищення. Вони здатні виготовляти знаряддя праці (очищають палиці від листя, загострюють їх і каміння). Також вони можуть використовувати 2 знаряддя праці одночасно (палицю і листя для її чистки, камінь для розбивання і камінь підставка). Крім знарядь праці, шимпанзе будують гнізда, які можуть бути розташовані в групах.

## Самосвідомість
Всі шимпанзеі карликові шимпанзепроходять дзеркальний тест, який доводить наявність самосвідомості.

## Мова

### Жестова мова
| Аллен і Беатрис Гарднер          | багато                | Американська жестова мова                                             |
| Девід Примак і Енн Джеймс Примак | Сара, Елізабет, Пиони | Використовувалися фігурні жетони для позначення слів англійської мови |
| Дьюейн Румба                     | Лана                  | Спеціально розроблена штучна мова на основі лексиграм — Єркська       |

У 1967 році було розпочато перший експеримент з метою навчити говорити молоду самку шимпанзе по кличці Уошо американською жестовою мовою.
Уошо показували якийсь предмет або дію, а потім складали її пальці у відповідний жест. Вже знаючи вісім знаків, Уошо почала їх комбінувати. Ще на початку навчання вона продемонструвала розуміння знаків: вона впізнавала зображення на зображенні не гірше самого предмета, відрізняла маленьке зображення дорослої людини від зображення дитини тощо. Через п'ять років вона знала вже 160 слів. Уошо активно використовувала знаки для спілкування з людьми і досягнення своїх цілей. Хоча люди й не поспішали визнати в особі Уошо вміння володіти мовою примата, сама мавпа, анітрохи не сумніваючись, зараховувала себе до людського роду, а інших шимпанзе називала «чорними тваринами».
До 1972 року в Оклахомському інституті вивчення приматів вже з десяток шимпанзе вміли спілкуватися жестовою мовою.
Експерименти показали, що шимпанзе і бонобо володіють символічним мисленням і легко користуються принципом узагальнення, застосовуючи знайомі жести в нових ситуаціях. Шимпанзе здатні вживати слова в непрямому сенсі, володіють метафорами. Вони можуть створювати нові поняття, комбінуючи відомі слова, наприклад: «запальничка»— «пляшка-сірник». Вони володіють також почуттям гумору.
Описаний випадок, коли навчена мові знаків самка бонобо сама навчила своє дитинча замість людини-експериментатора.
В експерименті, проведеному Фондом дослідження великих людиноподібних мавп (США), знаменитого самця Канзі вдалося навчити розуміти на слух близько 3000 англійських слів і активно вживати більш ніж 500 слів за допомогою клавіатури з лексиграм (геометричними знаками).

### Мова символів
Девід Премак для навчання семирічної шимпанзе з ім'ям Сара винайшов символи, що позначали те чи інше поняття. Вона досить швидко засвоїла, що блакитний трикутник є символом яблука, а червоний квадратик — банана, потім символи імен Премака, трьох його асистентів, і свого. Ще через деякий час словник Сари поповнився позначенням майже всіх  предметів, що  були навколо неї, основних кольорів спектру і всіх можливих їх комбінацій настільки успішно, що незабаром «робочий словник» Сари налічував 120 слів.
Потім Сара зрозуміла значення прийменника «на», позначенням якого служила особлива фігурка, це був перший і дуже важливий крок для того, щоб перейти до наступного етапу — складання пропозицій. Першими пропозиціями, які шимпанзе стала читати, були поєднання трьох символів, що означали один предмет на іншому предметі. Задовго до цього Сара добре засвоїла, який колір виходить при накладенні один на одного різних кольорів спектра. Так, з разючою точністю вона вибирала символ, що позначає синій колір, якщо він накладав один на одного фігурки, що позначають зелений і жовтий, тощо
Одного разу Премак вирішив з'ясувати, наскільки вона зрозуміла правильний порядок слів у реченні і склав кілька комбінацій символів, які не мали ніякого сенсу. Дуже несподівано для нього Сара сама стала його вчити. Коли Сара кілька разів правильно виконала завдання, вона відсунула від дошки свого вчителя і сама стала складати пропозиції, але незакінчені. Вона пропонувала Премаку на вибір кілька символів, за допомогою яких він міг їх закінчити. Так, вона писала на магнітній дошці: яблуко на … і пропонувала на вибір кілька символів, що позначали предмети, кольору, поняття. Спочатку Премак не розумів, що від нього хоче Сара. Однак дуже скоро він переконався, що її дії абсолютно послідовні. Сара терпляче відкидала пропозиції на кшталт «яблуко на синьому». Її влаштовував тільки такий варіант пропозиції, який має якийсь сенс, наприклад «банан на блюді», «яблуко на банані» і т. д.
Але найважче було попереду, коли від позначень конкретних предметів перейшли до засвоєння загальних понять. Коли він навчив Сару асоціювати червоний колір з яблуком, а зелений з грейпфрутом, вони перейшли до текстів, за допомогою яких він досліджував розуміння і усвідомлення нею значення слова колір. Сара правильно називала кольору зовсім незнайомих їй об'єктів. Наприклад, асоціюючи червоний колір як приналежність яблука, шимпанзе безпомилково дізнавалася його в забарвленні вишні, яку вона до цього не бачила. Під час одного з дослідів Сарі дали яблуко і попросили відібрати символи кольору і форми, що характеризують цей плід. Вона з готовністю зробила це. Потім замість яблука їй дали його символ — блакитний трикутник і запропонували зробити те ж саме. Абсолютно без коливань Сара написала для цього абсолютно не має нічого спільного з яблуком предмета ті ж символи круглого і червоного, як і в тому випадку, коли перед нею лежало справжнє яблуко. Вчений вважає це доказом того, що шимпанзе думає про символ, скажімо, яблука не як про фізичне об'єкті (в даному випадку блакитний пластмасовий трикутник), а як про предмет, який він символізує.

### Мова лексиграм
Група вчених створила електронний пристрій і програму синтаксичного і смислового аналізу знакової мови. Знакова мова «Йеркська» складалась з невеликих геометричних фігур, які назвали лексиграмами, кожна з яких співвідноситься з певним словом.
На стіні приміщення, в якому знаходиться мавпа, розміщена клавіатура з нанесеними на клавіші лексиграмами. Якщо натиснути таку клавішу, лексиграма, зображена на ній, проектується на екран, розташований безпосередньо над клавіатурою. Послідовність лексиграм комп'ютер вважає фразою, якщо вона починається певним сигналом і закінчується крапкою. Щоб подати початковий сигнал, мавпа смикає рукою за штангу, укріплену над клавіатурою, і починає «розмову». Комп'ютер вважає фразу правильною, коли послідовність лексиграм точно відповідає правилам, зафіксованим у заданій програмою граматиці. Сумнівних випадків тут немає: фраза або абсолютно правильна, або неправильна. Правила побудови фраз «Йеркською» мовою однозначні, жорсткі і не допускають відхилень, бо поки стоїть завдання перевірки тільки граматичних здібностей шимпанзе Лани, а не її уяви.
Коли Лана натискає на клавішу, лексиграма, зображена на ній, проектується на екран, розташований безпосередньо над клавіатурою. Натискання іншої клавіші — поруч з'являється нове зображення. І так далі, до тих пір, поки не вийде лінійний запис фрази. Потім комп'ютер виносить рішення. Якщо фраза правильна — дзвенить дзвіночок, якщо ні — лексиграми зникають з екрану, а Лані потрібно починати спочатку.
Цей «механізм стирання» Лана виявила і освоїла дуже швидко. Допустивши друкарську помилку, вона навіть не намагається довести фразу до кінця, а відразу ставить крапку. Комп'ютер, оцінюючи, природно, вхідні дані як помилкові, відразу гасить проектори та готує систему до нового «розмови» — так що даремно Лана на клавіші не натискає.
Лана в будь-який час може замовити поїсти або попити, але тільки за умови, що фраза буде сформульована правильно. Скажімо, вона набирає на клавіатурі фразу: «Будь ласка, машина, дай мені шматочок банана», автомат подає ласощі в поглиблення в стіні, звідки Лана його забирає. Точно так же мавпа може попросити шматочок яблука, родзинки і т. д. Лана складає собі абсолютно раціональне меню, хоча дуже любить шоколадні цукерки. Тепер люди годують її тільки тоді, коли машина відключена на техогляд.
Лана просить не тільки пити або їсти. Наприклад, вона може написати: «Будь ласка, машина, відкрий вікно». Тоді по сигналу комп'ютера піднімається штора, яка закриває вікно в кімнаті шимпанзе, і Лана протягом 30 секунд може дивитися на вулицю. Якщо їй хочеться подивитися ще, то вона повинна через кожні півхвилини повторювати своє повідомлення.
Лана замовляє і кіно — на її прохання проектор протягом тих самих 30 секунд показує шимпанзе видовий фільм про життя шимпанзе в джунглях. Щоб переглянути фільм, Лані потрібно 28 разів віддрукувати наказ на клавіатурі. Точно так само вона просить показати їй діапозитиви або дати прослухати одну з двох наявних у її розпорядженні магнітофонних стрічок.
На деякі прості питання про музику і діапозитиви вона вміє відповідати. Лана відповідає належною лексиграмою, якщо їй показують один з двадцяти відомих їй предметів і запитують: «Що є ім'я цього?»
Нові лексиграми Лана вивчає диво швидко. Як правило, досить показати їй лексиграму і відповідний предмет один-два рази і повторити «урок» на наступний день. В даний час Лана твердо знає 55-60 лексиграм. Це багато. Крім граматики Лану навчали і синтаксису. В неї було два завдання. Перше: вона повинна була правильно доповнити розпочату фразу. Наприклад, вчені друкували: «Будь ласка, машина, дай …», а Лана повинна була правильно закінчити фразу. На вибір їй пропонувалися як правильні лексиграми: «горіх», «вода», «шматочок банана» і т. п., так і неправильні — «фільм», «діапозитив», «музика», «вікно» і т. п. Друге завдання полягало в тому, щоб стерти неправильно розпочату машиною фразу, замість того, щоб її якось закінчити. В обох експериментах реакція Лани була правильною в 89 % випадків. Результат, треба сказати, вельми обнадійливий.
Але навіть без «синтаксису», озираючись на перший рік навчання Лани, можна зробити висновок, що результати досліджень дуже переконливі. Розвиток шимпанзе йшов набагато швидше запрограмованого, і ряд «приємних несподіванок» говорить про ще не розкритих здібностях Лани.
Коли головний вихователь Лани Тімоті Гілл зайшов вранці до приміщення для експериментів, щоб заповнити автомати їжею і питвом, і, абсолютно машинально відламавши шматочок банана, поклав його собі в рот. Лана прекрасно бачила все це і обурилася: у неї встала дибки шерсть, вона прийняла загрозливу позу. Потім, побачивши, що таким чином все одно нічого не доб'ється, вона підбігла до клавіш і натиснула на лексиграму «Ні!».
В експерименті, проведеному Фондом дослідження великих людиноподібних мавп (США), знаменитого самця Канзі вдалося навчити розуміти на слух близько 3000 англійських слів і активно вживати більш ніж 500 слів за допомогою клавіатури з лексиграмами (геометричними знаками).

## У природі
Карликові шимпанзе постійно, навіть за їжею, спілкуються між собою за допомогою системи звуків, яку поки не вдалося розшифрувати.

### Соціальна структура
Шимпанзе живуть в складно влаштованих чоловічих і жіночих соціальних групах, які називають громадами. Усередині громади статус індивіда і його впливовість диктують певну соціальну ієрархію. Ієрархію шимпанзе можна назвати плоскою, так як кілька індивідів можуть бути досить впливовими, щоб разом домінувати над іншими членами, які займають більш низьке положення. Домінантного самця зазвичай називають альфа-самцем. Альфа-самець має найвище соціальне становище, він управляє групою і підтримує порядок під час суперечок. У суспільстві шимпанзе домінантний самець не завжди найбільший і найсильніший, а, швидше за все, він найуміліший маніпулятор і політик, здатний контролювати, що відбувається всередині групи. Щоб домогтися домінантного становища самці шимпанзе зазвичай оточують себе соратниками, які при необхідності нададуть їм підтримку в боротьбі за владу. Альфа-самець, як правило, показується на публіці в пихатому вигляді, він здиблює на тілі шерсть, щоб візуально збільшити свій розмір і додати собі якомога більше страхітливий і владний вигляд. Така поведінка, як видно, є принциповим для статусу альфа-самця, так як воно допомагає йому підтримувати свій авторитет і залякувати інших членів громади, які намагаються захопити владу. Шимпанзе, що займають підлегле становище, щоб виказати повагу, роблять шанобливі жести за допомогою мови тіла. Самки шимпанзе висловлюють свою повагу альфа-самця, представляючи йому на огляд свої задні частини.
У самок шимпанзе в межах своєї групи теж є ієрархія, яка контролюється індивідом жіночої статі. У деяких жіночих громадах статус високопоставленої матері може переходити до дочки у спадок. Самки також створюють союзи прихильників, щоб домінувати над самками, що займають більш низьке положення. Але на відміну від самців, основна мета домінування яких полягає в отриманні привілеїв при спарюванні та іноді в можливості жорстокого поводження з підлеглими, самки хочуть домінувати для того, щоб отримати доступ до ресурсів, наприклад до їжі. Так високопоставлені самки зазвичай першими отримують доступ до ресурсів. Загалом же, обидві статі хочуть отримати більш високий статус, щоб поліпшити своє соціальне становище всередині групи.
Часто трапляється, що рішення про вибір альфа-самця залишається за самками. Щоб отримати альфа-статус в громаді, самцеві шимпанзе необхідно завоювати визнання у самок. Самки хочуть бути впевнені, що їх група буде знаходитися в місцях, де є достатньо їжі. У деяких випадках група домінантних самок може змістити альфа-самця, якщо він їм не до вподоби, і підготувати йому на заміну іншого самця, в якому вони бачать більш відповідного лідера для їх групи..
У шимпанзе нерідко виявляється висока агресивність. В опублікованих у вересні 2014 результатах дослідження було показано, що в боротьбі за кращу територію, їжу і ресурси, а також для того щоб позбутися конкурентів, особини здатні вбивати один одного. Вбивці завжди діють у складі групи (від п'яти до тридцяти двох мавп на одну жертву) і найчастіше вбивають самців і дитинчат з інших груп, при цьому зазвичай не чіпають самок. У ході вбивства вони найчастіше відривають геніталії жертві або розривають горло. Найбільшу кількість вбивств зафіксовано в популяціях, які проживають далеко від людей. В той же час, учені показали, що ці примати здатні сумувати за померлими родичам, а також не спорідненими їм членами популяції.

## Знаряддя праці шимпанзе
Всі описані нижче знаряддя праці використовувалися і будувалися шимпанзе без втручання людей, оскільки шимпанзе в квартирах, лабораторіях і за допомогою дресирування можуть використовувати ті ж знаряддя праці, що і люди. Використання і виготовлення знарядь праці є досить різноманітним і включає в себе полювання (на безхребетних і ссавців), видобуток меду, переробку харчових продуктів (горіхів, фруктів, овочів і насіння), збирання води, зброю і укриття.

### Ловля мурах і термітів

#### Передісторія
У 1960 році Джейн Гудолл спостерігала як шимпанзе тикав травинку в термітник, а потім піднімав її до рота. Коли він пішов, Гудолл підійшла до насипу і повторила використання знаряддя праці, тому що вона не була впевнена, що шимпанзе це роблять. Вона виявила, що терміти трохи залазять на травинку. Шимпанзе використовував травинку як знаряддя праці для лову термітів.

#### Виготовлення знарядь праці
Виготовлення знарядь праці відбувається набагато рідше, ніж просте використання знарядь праці і показує високі когнітивні здібності. Незабаром після свого першого відкриття застосування інструментів, Гудолл спостерігала інших шимпанзе за підніманням гілок з листям, очищенням гілок від листя і стебел щоб ловити комах. Ця зміна листових гілок є одним з основних відкриттів у використанні знарядь праці шимпанзе. До цього вчені вважали, що тільки люди виготовляють і використовують інструменти, і що ця здатність є те, що відокремлює людину від інших тварин.
Обидва види шимпанзе були помічені у використанні «губок» з листя і моху, щоб всмоктувати воду і використовують їх для догляду за інструментами.
Шимпанзе спостерігалися навіть за використанням двох виготовлених знарядь праці одночасно, палиця, щоб копатися в гнізді мурашок і «щітка», виготовлена зубами із стебел трави, щоб збирати мурах.

### Переробка харчових продуктів (кам'яні знаряддя праці)
Шимпанзе розбивають горіхи камінням.
Після розколювання горіхів камінням, до частин зерна може бути занадто важко дістатися зубами чи нігтями і деякі шимпанзе використовують палички, щоб прибрати ці залишки, а горіхи сильно стукають молотком, як роблять і інші шимпанзе. Доволі рідкісне поєднання використання двох різних інструментів.
Молотки для відкриття горіхів можуть бути з дерева або каменю.

#### Виготовлення знарядь праці
Шимпанзе в горах Гвінеї використовують кам'яні і дерев'яні ножі, а також кам'яні ковадла, щоб подрібнювати фрукти на дрібні порції. Це плоди, які можуть бути розміром з волейбольний м'яч важать до 8,5 кг, тверді і волокнисті. Але, незважаючи на відсутність твердої зовнішньої оболонки, вони занадто великі для шимпанзе, щоб відкушувати їх цілими. Замість цього, шимпанзе використовують цілий ряд інструментів для нарізування їх на більш дрібні шматки. Це перший рахунок використання технологій знарядь праці шимпанзе, для того щоб зламати великі продовольчі товари в маленькі шматочки, а не просто витягти їх з інших недоступних джерел, таких як горіхи баобабів.
Крім того, вперше дикі шимпанзе були помічені за використанням двох різних типів ударних технологій, тобто рухомі колуни і нерухомі ковадла, для досягнення однієї мети. Сусідні шимпанзе в прилеглому районі Seringbara не обробляються їжу таким чином, що вказує, які інструменти використовуються серед мавп тільки в цій культурі.

### Полювання
Дослідження в 2007 році показали, що звичайні шимпанзе загострюють палиці для використання як зброї при полюванні на ссавців. Це вважається першим свідченням планомірного використання зброї іншими видами тварин, крім людей. Дослідники документували 22 випадки, коли дикі шимпанзе в савані в Сенегалі виготовляли «списи» з паличок і полювали на сенегальських галаго. У кожному випадку шимпанзе змінюють гілки шляхом розриву одного або двох кінців і часто використовують свої зуби, щоб загострити палиці. Знаряддя праці, в середньому, близько 60 см в довжину і 1,1 см в діаметрі. Потім шимпанзе тикали списом в поглиблення в стовбурах дерев, де сплять дитинчата сенегальських галаго. Був один випадок, в якому шимпанзе успішно витягнув сенегальського галаго інструментом. Знаряддя праці називаються «списи», тим не менш, вони відрізняються від списа в тому сенсі, що вони тикають в стовбури дерев та гілки, а не кидають. Було висловлено припущення, слово «тикають» є перебільшенням, що робить шимпанзе здається занадто розумними, як стародавні люди, а термін «кийок» є більш точним. Самки і молоді шимпанзе були помічені за цим частіше, ніж дорослі самці.

### Полювання на бджіл
Деякі шимпанзе використовують інструменти щоб полювати на великих бджіл, які в'ють вулики в мертвих гілках на землі або на деревах. Щоб дістатися до личинки і меду, шимпанзе спочатку тестують на наявність бджіл промацуванням палицею входу гнізда. Якщо присутні, дорослі бджоли блокують вхід жалами, готові вжалити. Шимпанзе потім відключає їх паличкою, потім викидає їх звідти і швидко їсть їх. Після цього шимпанзе відкриває вулик зубами, щоб добути личинок і мед.
Мед чотирьох видів бджіл поїдається шимпанзе. Групи шимпанзе ловлять бджіл палицями для меду після того, як намагалися зробити те, що вони можуть з їх руками. Як правило, вони витягують своїми руками стільники з вуликів спокійних медоносних бджіл і тікають від бджіл, щоб спокійно з'їсти свій улов. На відміну від цього вулики, які вже були зруйновані через падіння дерева або через втручання інших хижаків, очищаються від залишився меду знаряддями праці.

### Знаряддя праці з листя
Коли шимпанзе не можуть дістати воду, яка сформувалася в дуплах всередині високих дерев, вони розжовують жмені листя і занурюють ці «губки» у воду, щоб ввібрати її.
Обидва види шимпанзе також спостерігалися у виготовленні «губки» з листя і моху, яка висмоктує воду і використовується як інструменти догляду.
Деякі приклади використання знарядь праці дикими карликових шимпанзе включають використання листя як прикриття для дощу.

### Кидання
У березні 2009 року повідомлялося, що самець шимпанзе в зоопарку Furuvik (Швеція) на ім'я Сантіно, кидався камінням у відвідувачів зоопарку. Вранці, до відкриття зоопарку, знаходячись в спокійному стані, він складував сотні каменів в тому місці, де будуть відвідувачі. Кілька годин по тому, зображуючи «схвильованість» перед відвідувачами, шимпанзе кидався в них камінням. Крім того, шимпанзе навчився відколювати шматки бетону зі свого вольєра для виготовлення снарядів .

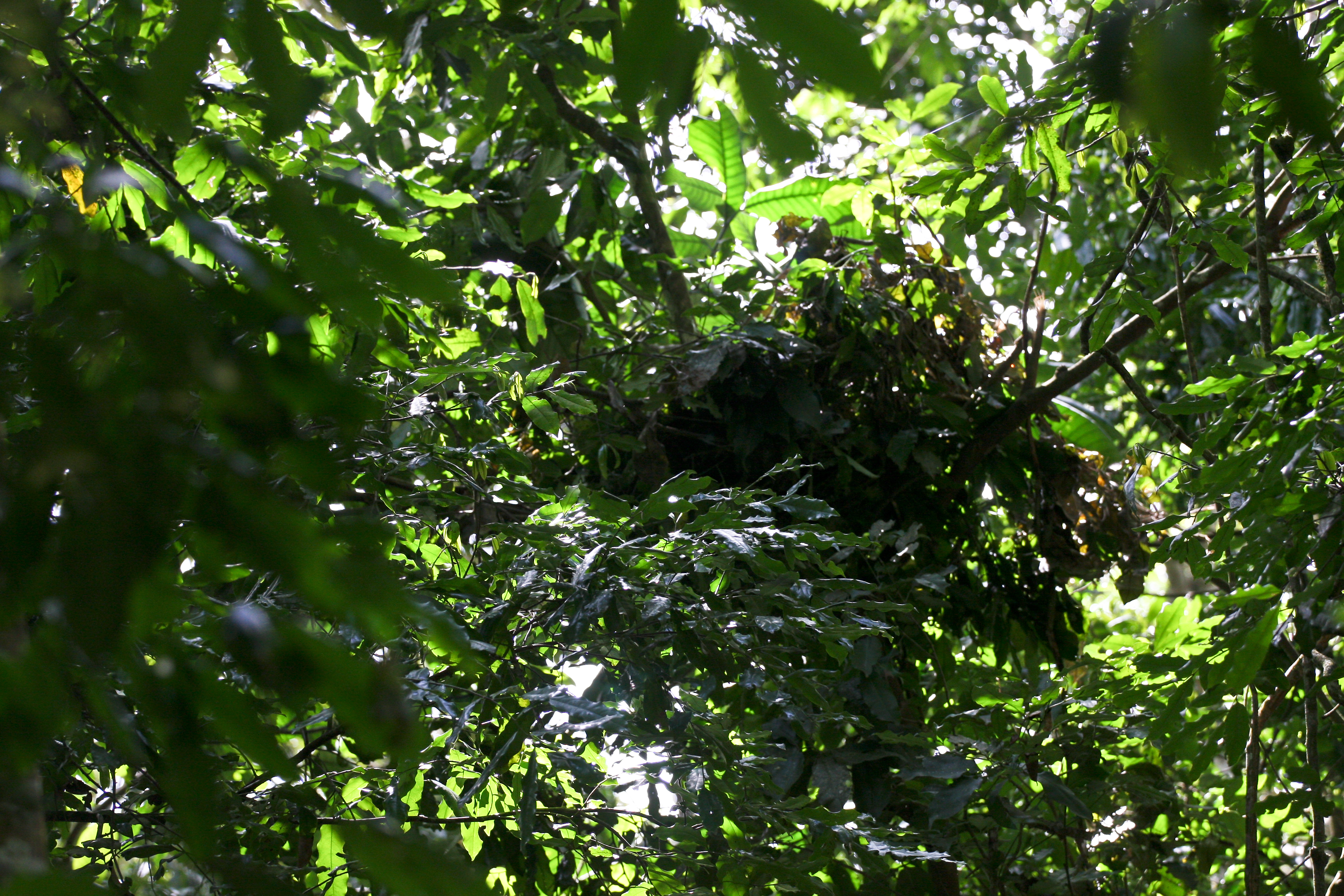
Гніздо шимпанзе в Кенії

## Будівлі шимпанзе
шимпанзе і бонобо будують гнізда на деревах, зав'язуючи разом гілки одного або декількох дерев. Особливо часто матері, які ховають туди немовлят. Гнізда складаються з матраца, що спирається на міцний фундамент і вибудувана вище з гілок і м'яких листя. Гнізда будують на дерева, які мають діаметр не менше 5 метрів і можуть бути розташовані на висоті від 3 до 45 метрів. Гнізда будують вдень, а також вночі. Гнізда можуть бути розташовані в групах.

## Абстрактне мислення

### Запам'ятовування
11-річний шимпанзе народився в університеті Кіото в 2000 році, а пізніше він виховувався і навчався в Інституті дослідження приматів (Primate Research Institute) в рамках «Проекту Ай», який присвячений вивченню інтелекту шимпанзе. Його конкретна здатність полягає в тому, що він навчений запам'ятати на екрані місця розташування ряду чисел за короткий час і потім точно відтворити цю послідовність. Вже в п'ять років Аюму дивував своєї професора своїми здібностями вирішувати інтелектуальні завдання. Шимпанзе Аюму запам'ятовує послідовність чисел на екрані менш ніж за півсекунди. Цей показник виявився набагато вище, ніж у студентів університету, які намагалися виконати цю операцію. Аюму став героєм телевізійних каналів BBC та Discovery Channel в серії передач «Найрозумніші тварини». У 2008 році він був показаний на британському каналі Channel Five в передачі «Видатні тварини», а коли йому було 7 років, він змагався з переможцем Англії із запам'ятовування, Беном Примор'я і в серії тестів випередив його.

### Маніпулювання
Шимпанзе на ім’я Наташа демонструє ряд вивчених поведінкових реакцій, зокрема, плескання в долоні з метою привернення уваги оточення, що зазвичай супроводжується отриманням харчових заохочень. Крім того, тварина проявляє елементи ігрової поведінки: за допомогою жестів вона ініціює взаємодію з відвідувачами заповідника, після чого, дочекавшись їх наближення, поливає їх водою.
За словами біолога Джилл Прутця, яка брала участь у відповідному дослідницькому проєкті, рівень соціальної активності Наташі суттєво перевищує типовий для представників її виду. Дослідниця також зазначає, що хоча наукова спільнота давно обізнана про індивідуальні відмінності серед приматів, масштаби виявлених відхилень у поведінці виявилися неочікувано значними..

### Ігрові навички
В 2017 році вчені Кіотського університету провели дослідження з навчання гри «Камінь-ножиці-папір». Було виявлено, що їх здібності у цій грі відповідають здібностям 4-річної людської дитини. Найбільші складності у навчанні були пов'язані саме з кільцевою залежністю сили знаків.